# Втрата біорізноманіття

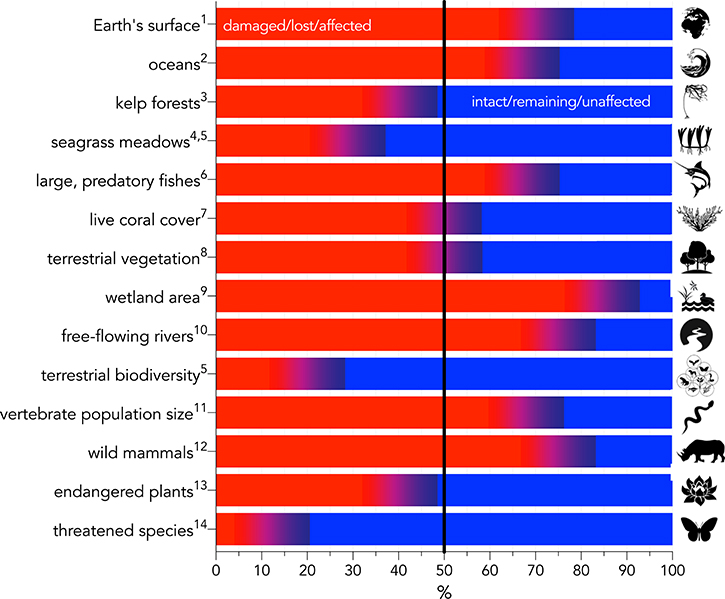
Зведення основних категорій екологічних змін, пов'язаних з біорізноманіттям (виражений у відсотках), які спричинені людиною (червоним кольором) щодо базового рівня (синій).

Втрата біорізноманіття включає всесвітнє зникнення різних видів, а також локальне скорочення або втрату видів у певному середовищі існування, що призводить до втрати біологічного різноманіття. Останнє явище може бути тимчасовим або постійним, залежно від того, чи є деградація довкілля, яка може бути оборотною через екологічне відновлення / екологічну стійкість або фактично постійною (наприклад, через втрату землі). Нинішнє глобальне вимирання (часто називають шостим масовим вимиранням або антропоценовим вимиранням) призвело до кризи біорізноманіття, викликаної діяльністю людини, яка виходить за планетарні межі і поки що це виглядає як незворотній процес.
Незважаючи на те, що постійна глобальна втрата видів є більш драматичним і трагічним явищем, ніж регіональні зміни у складі видів, навіть незначні зміни від здорового стабільного стану можуть мати драматичний вплив на харчову мережу та харчовий ланцюг, оскільки скорочення лише одного виду може негативно вплинути на весь ланцюг (співвимирання), що призводить до загального скорочення біорізноманіття, незважаючи на можливі альтернативні стабільні стани екосистеми. Зменшення біорізноманіття, зокрема, призводить до зменшення екосистемних послуг і в кінцевому підсумку створює безпосередню загрозу для продовольчої безпеки, але також може мати й більш тривалі наслідки для здоров’я людей.
Міжнародні екологічні організації протягом десятиліть проводили кампанії щодо запобігання втраті біорізноманіття. Чиновники з офіційних департаментів охорони здоров’я інтегрували це в підхід «Єдине здоров’я», який практикує громадське здоров’я. Збереження біорізноманіття все більше є частиною міжнародної політики. Наприклад, Конвенція ООН про біологічне різноманіття спрямована на запобігання втраті біорізноманіття та активне збереження диких територій. Міжнародні зобов’язання та цілі цієї роботи наразі втілені в Меті сталого розвитку 15 «Життя на суші» та Меті сталого розвитку 14 «Життя під водою». Однак у звіті «Укладання миру з природою» Програми ООН з довкілля, опублікованому у 2020 році, було заявлено, що більшість цих зусиль не досягли закладених цілей.

## Рейтинги втрат

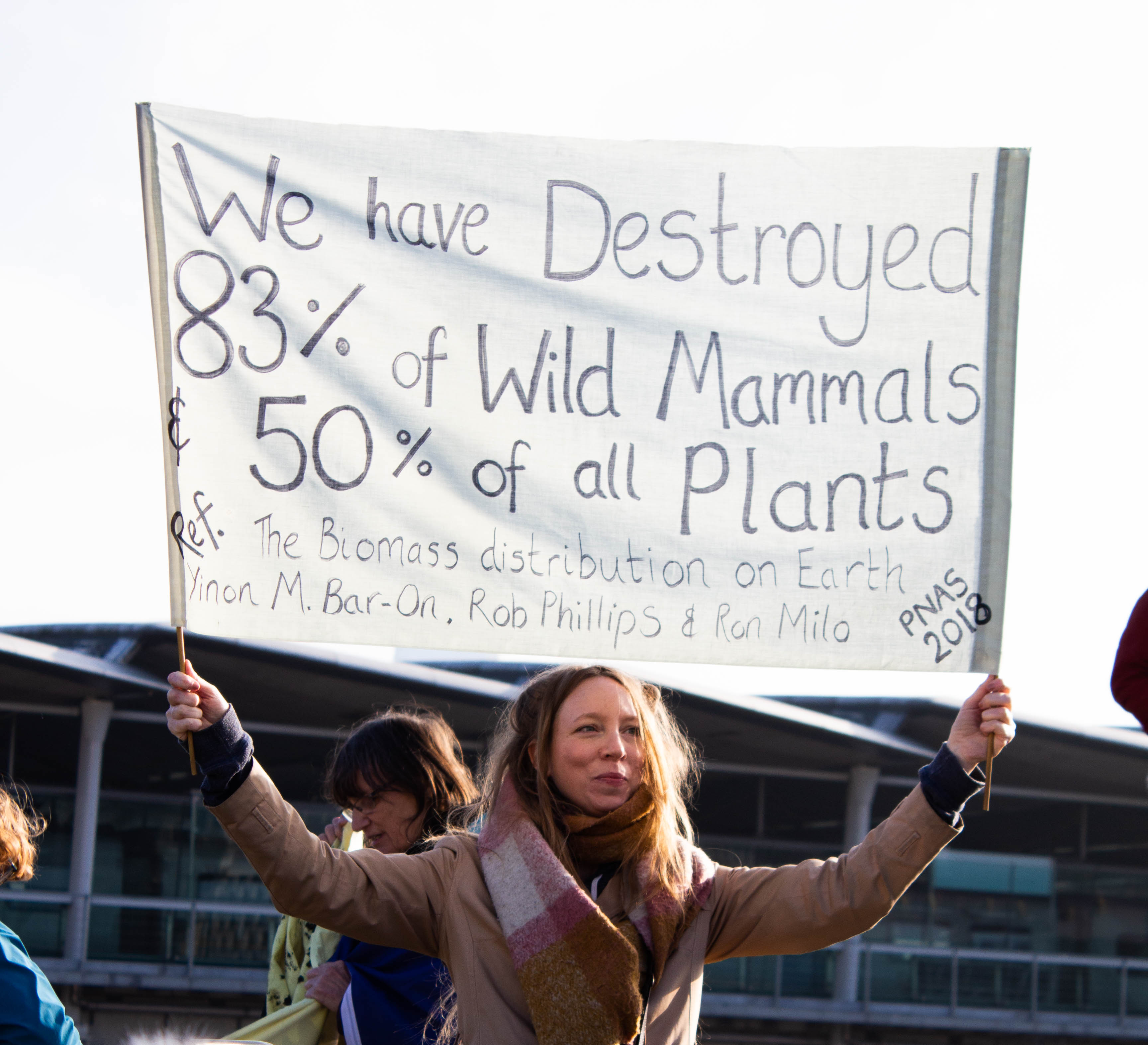
Демонстрантка проти втрати біорізноманіття на Extinction Rebellion (2018 рік).

Нинішня швидкість глобальної втрати біорізноманіття оцінюється в 100-1000 разів вище, ніж (природне) фонове вимирання і це швидше, ніж будь-коли в історії людства. Очікується, що цей коефіцієнт буде зростати й надалі. Ці швидко зростаючі тенденції вимирання, що впливають на численні групи тварин, включаючи ссавців, птахів, рептилій, амфібій і променевоперих риб, спонукали вчених оголосити сучасну кризу біорізноманіття.
Локально обмежені показники втрат можна виміряти, використовуючи розрахунки багатства видів та прослідковуючи їх зміни в часі. Враховуючи відносні частоти, було розроблено багато індексів біорізноманіття. Крім багатства, рівномірність і різнорідність вважаються основними вимірами, за якими можна розрахувати різноманітність.
Окрім усіх показників різноманітності, важливо точно класифікувати просторовий і часовий обсяг спостереження. «Визначення тоді, як правило, стають менш точними, оскільки складність дослідження зростає, а пов’язані з ним просторові та часові масштаби розширюються». Біорізноманіття саме по собі не є єдиним концептом і його можна розділяти на різні природні масштаби (наприклад, різноманітність екосистем щодо різноманітності середовища існування або навіть біорізноманіття щодо різноманітності середовища існування ) або різні підкатегорії (наприклад, філогенетичне різноманіття, різноманіття видів, генетичне різноманіття, різноманітність нуклеотидів). Питання чистої втрати у обмежених регіонах часто є предметом дискусій, але, як правило, вважається, що більш тривалий час спостереження корисний для оцінки втрати.
Для порівняння показників між різними географічними регіонами слід також враховувати широтні градієнти у видовому різноманітті.
У 2006 році все більше видів були офіційно класифіковані як рідкісні або ті, що перебувають під загрозою зникнення; крім того, вчені підрахували, що ще мільйони видів знаходяться під загрозою, але не були поки такими офіційно визнані.
У 2021 році близько 28 відсотків із 134 400 видів, оцінених за критеріями Червоного списку МСОП, зараз знаходяться під загрозою зникнення — загалом 37 400 видів у порівнянні з 16 119 видами, які перебували під загрозою зникнення у 2006 році .

## Причини
Біорізноманіття зазвичай визначають як різноманітність життя на Землі в усіх його формах, включаючи різноманітність видів, їх генетичні варіації та взаємодію цих форм життя. З кінця 20-го століття втрата біорізноманіття, викликана поведінкою людини, почала спричиняти більш серйозні та довготривалі наслідки. Провідні вчені та знаковий звіт Про глобальну оцінку біорізноманіття та екосистемних послуг IPBES стверджують, що зростання людського населення та надмірне споживання є основними факторами цієї природної кризи. Людськими причинами втрати біорізноманіття є зміна довкілля, забруднення та надмірне використання ресурсів.

### Зміни у використанні земельних ресурсів

Індекс цілісності лісового ландшафту щорічно вимірює глобальні антропогенні зміни, які відбуваються у лісах, що залишилися. 0 = найбільше змін; 10 = Найменше.

Прикладами змін, які відбуваються у землекористуванні, є вирубка лісів, інтенсивне монокультурництво та урбанізація.
Звіт про глобальну оцінку біорізноманіття та екосистемних послуг IPBES за 2019 рік стверджує, що промислове сільське господарство є основним чинником руйнування біорізноманіття. За оцінками ООНівського Global Biodiversity Outlook 2014, 70 відсотків втрати біорізноманіття суші спричинено сільським господарством. На даний момент більше 1/3 земної поверхні планети використовується для вирощування сільськогосподарських культур і випасу худоби. Сільське господарство знищує біорізноманіття, перетворюючи оселища на інтенсивно задіяні системи та створюючи забруднювачі, включаючи парникові гази. Продовольчі етапи, які використовуються у галузі, ще більше посилюють негативний вплив, зокрема через використання енергії, транспортування та відходи. На втрату оселищ безпосередньо впливає зріст міського населення – будівництво будівель часто призводить до руйнування та фрагментації середовища проживання для різних видів. Зростання урбанізації значно зменшило біорізноманіття через те що великі території природного середовища існування були фрагментовані, що призвело до відбору видів, які пристосовані до міського середовища. Невеликі ділянки середовища проживання не можуть підтримувати той самий рівень генетичного або таксономічного різноманіття, як це було раніше, в той час як деякі з більш чутливих видів можуть локально вимерти. Чисельність видів скорочується через зменшення фрагментованої площі середовища проживання, що спричиняє посилення видової ізоляції та змушує види рухатися до крайніх ареалів оселищ та пристосовуватися до добування їжі в інших місцях. Фрагментація середовища проживання, яка спричинена людиною, має тенденцію створювати бар’єри, які заважають видам переміщатися в цьому середовищі через поетапну зміну клімату. Хоча негативні наслідки фрагментації, як правило, добре відомі, ризик фрагментації, як правило, має менший вплив на біорізноманіття і навіть може змінити та посилити певні міжвидові відносини.
Відповідно до дослідження 2020 року, опублікованого в Nature Sustainability, понад 17 000 видів ризикують втратити середовище проживання до 2050 року, оскільки сільське господарство продовжує розширюватися, щоб задовольнити майбутні потреби людства в їжі. Дослідники припускають, що підвищення ефективності сільського господарства в країнах, що розвиваються, і широкомасштабний перехід до здоровішої рослинної дієти можуть допомогти зменшити втрату природніх середовищ. Аналогічно, у доповіді Chatham House також стверджується, що глобальний перехід до харчування переважно рослинного походження спричинить відновлення екосистем і біорізноманіття, оскільки в 2010-х роках понад 80% усіх сільськогосподарських угідь у світі використовувалося для вирощування тварин.

### Забруднення

#### Забруднення повітря

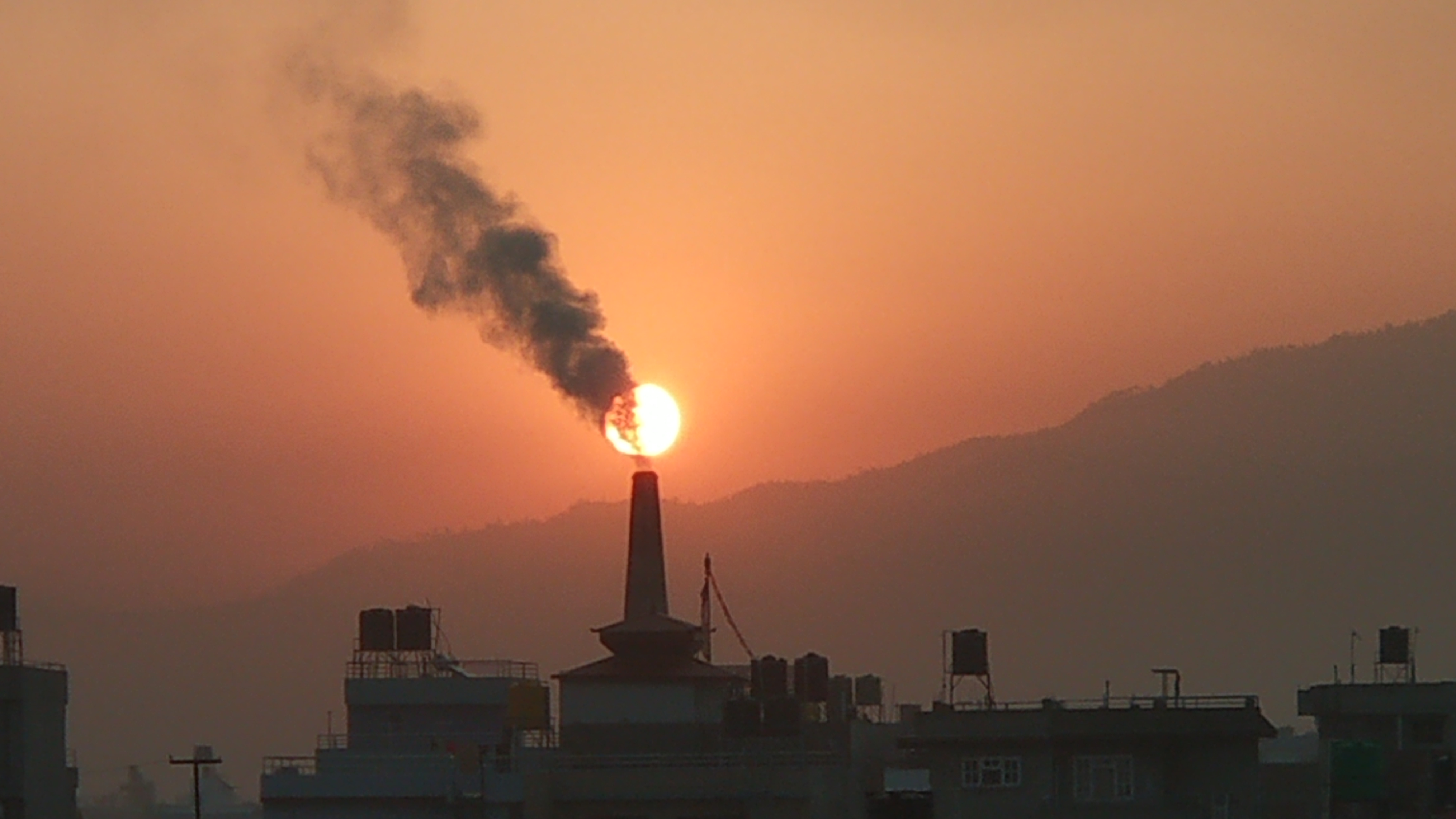
Промислові процеси, що сприяють забрудненню повітря (через викиди вуглекислого газу, двоокису сірки та оксид азоту).

Чотири види парникових газів, які зазвичай вивчаються та контролюються це: водяна пара, вуглекислий газ, метан та оксид азоту. За останні 250 років концентрації вуглекислого газу та метану зростали разом із виведенням в атмосферу суто антропогенних викидів, таких як гідрофторуглеводні, флуорокарбони та гексафторид сірки. Ці забруднювачі викидаються в атмосферу при спалюванні викопного палива та біомаси, вирубці лісів і сільськогосподарських методах, які посилюють наслідки зміни клімату. Оскільки велика концентрація парникових газів викидається в атмосферу, це призводить до підвищення температури поверхні Землі. Це пояснюється тим, що парникові гази здатні поглинати, випромінювати та утримувати тепло від Сонця в атмосфері Землі.  З підвищенням температури, що очікується внаслідок збільшення викидів парникових газів, буде вищий рівень забруднення повітря, більша мінливість погодних умов, посиляться наслідки від змін клімату та відбудуться зміни в розподілі рослинності на ландшафті.
Інші забруднювачі, які виділяються в результаті промислової та сільськогосподарської діяльності, є діоксид сірки та оксиди азоту.  Після того, як діоксид сірки та оксид азоту виводяться в атмосферу, вони можуть об'єднуватись з краплями хмари (ядрами хмарної конденсації), краплями дощу або сніжинками, утворюючи сульфатну кислоту та нітратну кислоту. При взаємодії між краплями води та сірчаною та азотною кислотами відбувається вологе відкладення, що створює кислотні дощі. У результаті ці кислоти будуть випадати в різні середовища і на рослинність, долаючи при цьому значну повітряну відстань (сотні кілометрів) від джерела викидів. Діоксид сірки та оксид азоту також можуть осідати на рослинності шляхом сухого відкладення.
Концентрація діоксиду сірки та оксид азоту має значні наслідки для водних екосистем, включаючи їх зміну кислотності, збільшення вмісту азоту та алюмінію та зміну біогеохімічних процесів. Як правило, діоксид сірки та оксид азоту не мають прямого фізіологічного впливу під час контакту; більшість наслідків розвиваються внаслідок накопичення та тривалого впливу цих газів у навколишньому середовищі, модифікуючи хімічний склад ґрунту та води. Отже, сірка значною мірою сприяє закисленню озер та океанів, а азот ініціює евтрофікацію внутрішніх і прибережних водойм, які не мають азоту. Обидва ці явища змінюють склад місцевої водної біоти та впливають на харчову мережу з вищим рівнем кислотності, мінімізуючи водне та морське біорізноманіття.
Відкладення азоту також впливає на наземні екосистеми, включаючи ліси, луки, альпійські регіони та болота. Велика кількість азоту змінює природний біогеохімічний цикл і сприяє кислуванню ґрунту. У результаті склад видів рослин і тварин та функціональність екосистеми зменшаться із збільшенням чутливості ґрунту на азот. Ці процеси сприяють уповільненню росту лісу, пошкодженню дерев на більших висотах і заміні місцевої біоти азотолюбними видами. Крім того, сульфати і нітрати можуть вилуговуватися з ґрунту, забираючи необхідні поживні речовини, такі як кальцій і магній, і відкладати їх у прісноводні, прибережні та океанічні середовища, сприяючи евтрофікації.

#### Шумове забруднення
Шум, який створюється дорожнім рухом, кораблями, транспортними засобами та літаками, може вплинути на виживання видів дикої природи та досягати незайманих місць проживання різних видів. Хоча звуки зазвичай присутні в навколишньому середовищі, антропогенні шуми розрізняються через відмінності в частоті та амплітуді. Багато тварин використовують звуки, щоб спілкуватися з іншими представниками свого виду заради розмноження, навігації чи для сповіщення інших про здобич чи хижаків. Однак антропогенні шуми заважають видам виявляти ці звуки, впливаючи на загальне спілкування в популяції. Такі види, як птахи, амфібії, рептилії, риби, ссавці та безхребетні, є прикладами біологічних груп, на які впливає шумове забруднення. Якщо тварини не можуть спілкуватися один з одним, це призведе до зниження відтворення (неможливість знайти пару) і підвищення смертності (відсутність комунікації для виявлення хижаків).
Шумове забруднення є поширеним явищем у морських екосистемах, впливаючи принаймні на 55 морських видів. Для багатьох морських популяцій звук є основним чуттям, який використовується для їхнього виживання. Багато видів здатні виявляти звук за сотні і тисячі кілометрів від джерела, тоді як їхній зір обмежений десятками метрів під водою. Оскільки антропогенний шум продовжує збільшуватися, подвоюючись кожні десять років, це ставить під загрозу виживання морських видів. Одне з досліджень виявило, що в міру збільшення сейсмічних шумів та шумів від морських гідролокаторів у морських екосистемах китоподібних, таких як кити та дельфіни, біорізноманіття зменшується. Шумове забруднення погіршило слух риб, призвело до вимирання та ізоляції популяції китів, посилило стресову реакцію морських видів та змінило їхню фізіологію. Оскільки морські види чутливі до шуму, більшість морської дикої природи оселяється у віддалених незайманих місцях або в районах де немає значного антропогенного шуму, що значно обмежує їхнє природнє середовище проживання для добування корму та парування. Кити змінили свій шлях міграції, щоб уникнути антропогенного шуму, а також змінили вокалізацію. Шумове забруднення також впливає на життя людей. Численні дослідження показали, що такі риби як тріска, пікша, морський окунь, оселедець, тюлень і путасу, все менше спостерігаються в районах із сейсмічними шумами, при цьому рівень їхнього вилову зменшився на 40–80%.
Шумове забруднення також змінило пташині спільноти та їхнє біорізноманіття. Антропогенні шуми мають подібний вплив на популяцію птахів, як і в морських екосистемах, де шуми знижують репродуктивний успіх. Птахи не можуть виявити хижаків через втручання антропогенних шумів, а також зменшуються їхні площі гніздування, підвищується стресова реакція та зменшується чисельність та багатство видів.  Деякі види птахів більш чутливі до шумів порівняно з іншими, що призводить до того, що високочутливі птахи мігрують у більш віддалені від людей місця проживання. Також є докази непрямого позитивного впливу антропогенного шуму на популяції птахів. У дослідженні, проведеному Френсісом та його колегами щодо гніздування птахів-хижаків, таких як Aphelocoma californica, виявлено, що вони не оселяються у шумному середовищі. Тому репродуктивний успіх у гніздових угрупованнях їхніх потенційних жертв був вищим через відсутність хижаків.

### Інвазивні види
Інвазивні види впливають на біорізноманіття і спричиняють деградацію різних екосистем в усьому світі. Інвазивні види – це види мігрантів, які витіснили місцеві види, змінили їхнє багатство і харчові мережі, змінили функції екосистем. Згідно з Оцінкою екосистем Тисячоліття, інвазивні види вважаються одним із п’яти основних факторів, які призводять до втрати біорізноманіття. За останні півстоліття біологічне втручання в світі надзвичайно зросло через економічну глобалізацію. Екосистеми, які є уразливі до біологічних вторгнень, включають прибережні райони, прісноводні екосистеми, острови та місця із середземноморським кліматом. В одному дослідженні було проведено метааналіз впливу інвазивних видів на екосистеми середземноморського типу і було виявлено значну втрату багатства серед місцевих видів. Інвазивні види вводяться в нове середовище проживання навмисно чи ненавмисно в результаті діяльності людини. Найпоширенішими методами інтродукції інвазивних водних видів є баластна вода на корпусах суден і прикріплення до оснащення, таких як рибальські сітки.
Глобальне потепління змінило типові умови в різних середовищах, що дозволило збільшити міграцію та поширення видів залежного від теплого клімату. Це явище може призвести або до збільшення біорізноманіття (введення нових видів у нове середовище), або до зменшення біорізноманіття (просування інвазивних видів). Біологічна інвазія вважається успішною, якщо інвазивний вид може адаптуватися і вижити в новому середовищі, розмножуватися, розповсюджуватися і конкурувати з місцевими спільнотами. Відомо, що деякі інвазивні види мають високі темпи розповсюдження і спричиняють серйозні наслідки в регіональному масштабі. Наприклад, у 2010 році було виявлено, що ондатра, єнот уссурійський, трипс і мохнорукий краб китайський  значно вплинули на екосистеми, які знаходяться у 20-50 регіонах Європи.
Інвазивні види можуть стати фінансовим тягарем для багатьох країн. Через екологічну деградацію, спричинену інвазивними видами, може змінитись функціональність екосистем. Очікується, що додаткові грошові витрати допоможуть контролювати поширення біологічної інвазії, пом’якшити їхній подальший вплив та відновити екосистеми. Наприклад, вартість збитків, заподіяних 79 інвазивними видами в період з 1906 по 1991 рік у Сполучених Штатах, оцінюється в 120 млрд доларів США. У Китаї інвазивні види знизили валовий внутрішній продукт (ВВП) країни на 1,36% за рік. Управління біологічною інвазією також може бути дорогою. В Австралії витрати на моніторинг, контроль, управління та дослідження інвазивних видів бур’янів становили приблизно 116,4 мільйонів австралійських доларів на рік, при цьому витрати спрямовуються лише на центральний та місцевий уряд. У деяких ситуаціях інвазивні види можуть мати переваги, наприклад давати економічний прибуток — інвазивні дерева можна вирубувати для комерційності лісового господарства. Однак у більшості випадків економічний прибуток набагато менший, ніж витрати, викликані біологічною інвазією.
Інвазійні види не тільки завдали екологічної шкоди та економічних втрат, а й можуть вплинути на здоров’я людей. Зі зміною функціональності екосистеми (через гомогенізацію спільнот біоти) інвазивні види призвели до негативного впливу на добробут людини, що включає зниження доступності до ресурсів, нестримне поширення захворювань людини, рекреаційну та освітню діяльність та туризм. Що стосується здоров’я людини, то чужорідні види призвели до алергії та ушкоджень шкіри. Інші подібні захворювання, які викликали інвазивні види, включають вірус імунодефіциту людини (ВІЛ), віспу мавп та тяжкий гострий респіраторний синдром (ГРВІ).

### Надмірна експлуатація природніх ресурсів

#### Горючі корисні копалини
Через людську залежність та потреби, викопне паливо залишається домінуючим джерелом енергії у всьому світі; у Сполучених Штатах та інших країнах приблизно 78% виробництва енергії отримують з викопного палива. Видобуток, переробка та спалювання викопного палива опосередковано впливає на втрату біорізноманіття, сприяючи зміні клімату, водночас безпосередньо спричиняючи руйнування природніх середовищ проживання та їхнього забруднення. На місцях видобутку горючих корисних копалин відбувається втрата та деградація природніх середовищ проживання та забруднення, яке впливає на біорізноманіття за межами наземних екосистем — прісноводне, прибережне та морське. Після видобутку горючих корисних копалин їх транспортують, обробляють та очищають, що також впливає на біорізноманіття, оскільки розбудова інфраструктури вимагає знищення природнього середовища, а подальші відходи викидаються безпосередньо в довкілля. Наприклад, будівництво доріг, колодязних майданчиків, трубопроводів, резервуарних котлованів, водосховищ, ліній електропередач призводить до фрагментації середовища проживання та шумового забруднення.
Використання горючих корисних копалин, як правило, відбувається в районах з високим багатством видів і їх чисельністю, зазвичай локалізованих у прибережних і наземних середовищах. В одному дослідженні Харфут і його колеги визначили 181 територію, які мають «високий ризик», якщо там експлуатується викопне паливо. Із 181 ареалу 156 не були територіями під законадовчою охороною, що вказує на те, що подальше біорізноманіття там може бути втрачено внаслідок використання горючих корисних копалин. Передбачається, що майбутні дослідження впливів викопного палива відбуватимуться в районах з низькою кількістю видів та біорізноманіття, таких як океани та в Арктиці. Однак це передбачення не стосується Західної Азії, Азіатсько-Тихоокеанського регіону, Африки, Південної Америки та Карибського басейну, де очікується, що видобуток викопного палива відбуватиметься в районах із високим багатством видів.  Наприклад, Західна Амазонка (розташована в Бразилії), як відомо, має високий показник біорізноманіття. Однак цьому регіону також загрожує надмірна експлуатація через велику кількість нафтових і природних газових покладів. Як правило, райони з великими басейнами горючих корисних копалин мають більшу ймовірність видобутку (виходячи з пріоритетів країни). Це викликає занепокоєння, оскільки тропічні середовища містять високий рівень біорізноманіття, що опосередковано призведе до більшої вирубки лісів для сільськогосподарських цілей та фінансових прибутків (наприклад, експорт деревини).

#### Надмірний вилов риби

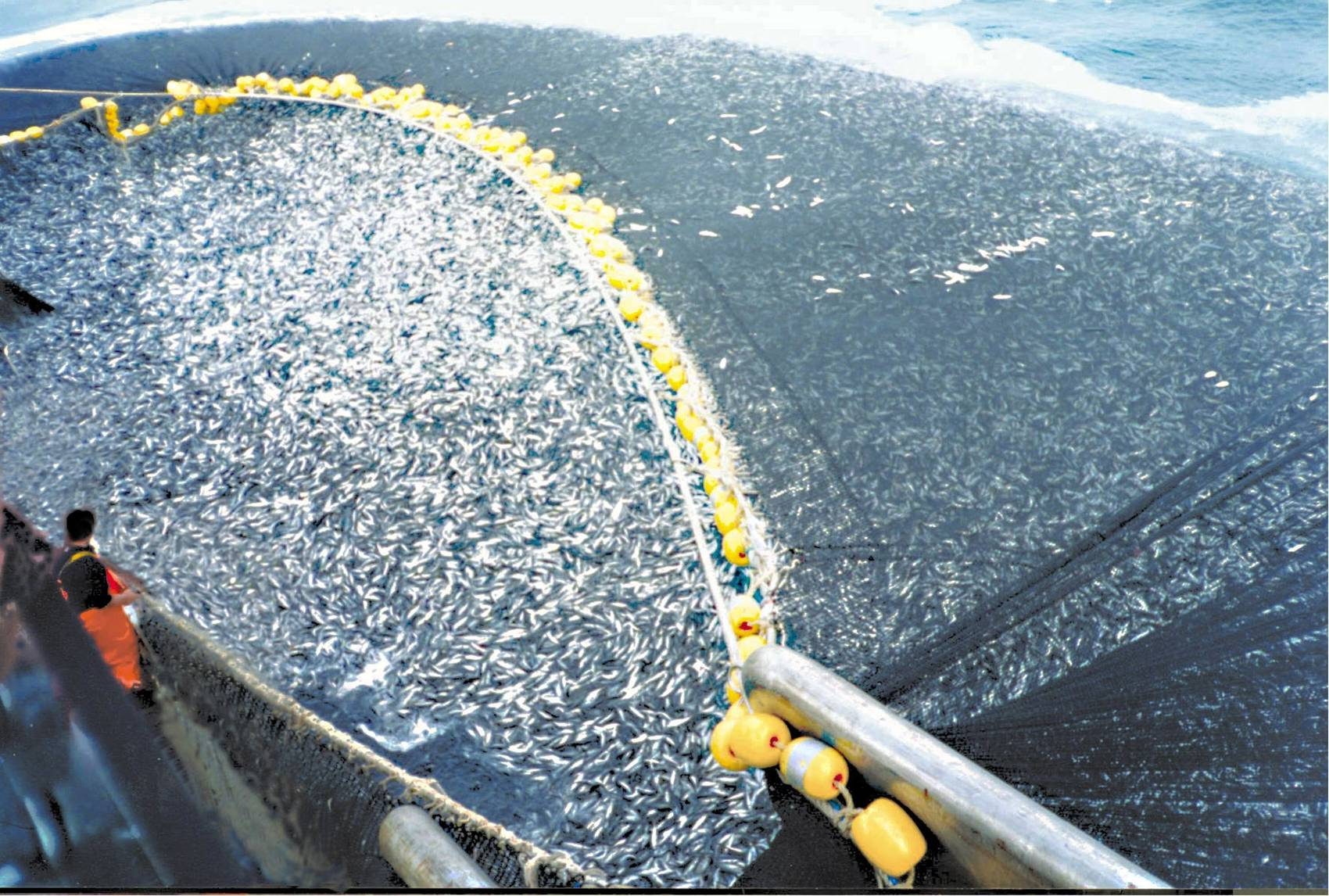
Масовий промисел ставриди тихоокеанської (з можливим приловом) чилійським невідом.

Людські потреби та споживання призвели до надмірного вилову риби, що спричиняє втрати біорізноманіття із зменшенням багатства та поширеності видів риб. У 2020 році світова чисельність риби скоротилася на 38% порівняно з популяцією риби в 1970 році. Зменшення світової популяції риби вперше було помічено в 1990-х роках. У даний час багато промислової риби було виловлено надмірно; приблизно 27% експлуатованих рибних запасів у Сполучених Штатах класифікуються як надмірний вилов. На Тасманії було помічено, що понад 50% основних видів рибальства скоротилося через надмірний вилов за останні 75 років.
Методи рибальства, такі як донне тралення, спричинили руйнування природніх середовищ проживання, внаслідок чого зменшується просторове різноманіття та регіональне багатство видів. Деякі дослідження, включаючи звіт Міжурядової науково-політичної платформи 2019 року щодо біорізноманіття та екосистемних послуг, показали, що надмірний вилов риби є основною причиною масового вимирання видів в океанах. Починаючи з 1800-х років, надмірний вилов зменшив біомасу риби та морських ссавців на 60% , і в даний час понад третину акул і скатів вимирає.
Надмірний вилов може здійснюватися за допомогою ярусного лову та донного тралення. Ці методи викликають проблему прилову. Проблема з приловом полягає в тому, що бракує звітів про те, які види були спіймані. Зазвичай коли виловлюють небажаний вид риби, то у звітах вона записується як «змішана риба» або про неї зовсім не повідомляється. Небажані види, виловлені в прилові, як правило, вивільняються, але зазвичай виловлена риба гине на кораблі або після звільнення. З надмірною експлуатацією видів, які видаляються з їх екосистеми,  переривається, що, у свою чергу, порушує харчову мережу.

### Інші фактори

DPSIR : драйвери, тиск, стан, вплив та модель реагування на втручання

Серед інших загроз основними факторами біотичного стресу та подальшим прискоренням втрат біорізноманіття є:
1. Втрата та деградація природнього середовища проживання
Інтенсифікація землекористування (і пов'язана з цим втрата землі / втрата природнього середовища проживання) є значним фактор, який призводить до втрати екологічних функцій через прямі наслідки, а також втрату біорізноманіття;[73]
2. Зміна клімату через тепловий стрес і стрес від посухи;
3. Надмірне навантаження поживними речовинами та інші види забруднення;
4. Через надмірну експлуатацію та нестабільне використання природніх ресурсів (наприклад , нестабільні методи рибальського вилову);
5. Збройний конфлікт, який порушує життєдіяльність людей, сприяє втраті середовища проживання та посилює надмірну експлуатацію економічно цінних видів, що призводить до скорочення популяції та локального вимирання видів;[74]
6. Інвазивні види, які ефективно конкурують, замінюючи аборигенні види; [75]
7. Різке збільшення людського населення значно вплинуло на здатність Землі забезпечувати достатньо ресурсів для всіх форм життя.[76] Останні звіти Червоного списку МСОП показують, що 41% земноводних, 14% птахів і 26% видів ссавців зараз знаходяться під загрозою зникнення;[77]
8. Фрагментація природніх середовищ проживання для комерційного та сільськогосподарського використання (зокрема, монокультурного землеробства).[78]

## Види втрат

### Втрата наземних безхребетних
У 2017 році в різних публікаціях описувалося різке скорочення абсолютної біомаси комах і кількості їхніх видів у Німеччині та Північній Америці протягом 27 років. Як можливі причини зниження автори виділяють неонікотиноїди та інші агрохімікати. Пишучи в журналі PLOS One, Холлман та ін. (2017) роблять висновок, що «поширене зниження біомаси комах викликає тривогу».
Наприклад, критичне зниження чисельності дощових черв'яків (понад 80% у середньому) зафіксовано через неекологічні методи ведення сільського господарства. Дощові черв’яки відіграють важливу роль у функціонуванні екосистеми. Наприклад, вони допомагають з біологічною обробкою ґрунту, води та навіть у балансуванні парникових газів. Вважається, що зменшення популяції дощових черв'яків пояснюється п'ятьма причинами: деградація ґрунтів і руйнування середовища проживання, зміна клімату, біологічне вторгнення немісцевих видів, погане користування ґрунтами та навантаження забруднювачами. Такі фактори, як обробіток ґрунту та інтенсивне використання землі, знищують ґрунт і коріння рослин, які дощові черв’яки використовують для створення своєї біомаси, спричиняючи негативний вплив на цикли вуглецю та азоту. Знання про різноманіття видів дощових черв’яків досить обмежені, оскільки не описано навіть 50% з них. Необхідно провести додаткові дослідження дощових черв’яків і того, як вони надають свої екосистемні послуги, щоб краще зрозуміти, як зберегти їх різноманітність. Оскільки популяція дощових черв’яків скорочується, це змусило Секретаріат Конвенції про біологічне різноманіття вжити заходів і сприяти відновленню та підтримці багатьох різноманітних видів дощових черв’яків.

### Втрата птахів
Певні види пестицидів та неонікотиноїди, ймовірно, сприяють зменшенню кількості видів птахів. Дослідження, профінансоване BirdLife International, підтверджує, що 51 вид птахів знаходиться під загрозою зникнення, а 8 можуть бути класифіковані як вимерлі або під загрозою зникнення. Майже 30% вимирання припадає на полювання та відлов для торгівлі екзотичними домашніми тваринами. Знеліснення, яке спричинене нестабільною вирубкою та сільським господарством, може стати наступною причиною вимирання, оскільки птахи втрачають своє природне середовище проживання та їжу. Біолог Луїза Арнедо сказала: «Як тільки зникне середовище проживання, то й вони теж».
У тропічних лісах Амазонки є територія під назвою Белем, яка є зоною ендемізму. У Белемі 76% землі вже вилучено з природних ресурсів, у тому числі лісових дерев. На території ареалу птахи сильно постраждали від вирубки лісів, оскільки 56% птахів зараз знаходяться під загрозою зникнення. Зі зміною клімату та природніх середовищ, популяція птахів продовжуватиме скорочуватися. Навіть із заповідними територіями, ефективність збереження птахів низька.
Сучасне полювання на птахів і ловля в пастку є поширеною практикою в Південній Америці. Деякі культури Бразилії заохочують полювання на птахів і відлов з комерційних причин. Деякі причини включають продаж диких птахів як домашніх тварин, розведення птахів і торгівля молодняком, продаж птахів на їжу та у релігійних та лікувальних цілях.
Ще однією загрозою для популяції птахів є ураження електричним струмом через лінії електропередач. Міграційні види піддаються підвищеному ризику зіткнень, і щороку в Сполучених Штатах гине до 1 мільярда птахів через зіткнення з будівлями.

### Втрата прісноводних видів
Прісноводні екосистеми, від боліт та дельт до річок, становлять до 1% поверхні землі. Незважаючи на те, що прісноводні екосистеми становлять таку малу частку Землі, вони важливі, оскільки в таких місцях проживання існує приблизно одна третина видів хребетних. Прісноводні види починають скорочуватися вдвічі швидше, ніж інші види, наприклад ті, що знаходяться на суші або в океані. Приблизно 27% з 29 500 видів, які залежні від прісної води, внесені до Червоного списку МСОП. Прісноводні види скорочуються так швидко, оскільки це пов’язано з поганими існуючими системами, які не забезпечують жодного захисту їх біорізноманіттю.
Дослідження, проведене 16 глобальними природоохоронними організаціями, показало, що криза біорізноманіття є найгострішим у прісноводних екосистемах, причому швидкість зниження вдвічі перевищує показники океанів і лісів. Глобальні популяції прісноводної риби скорочуються через антропогенні впливи, такі як забруднення та надмірний вилов риби. Популяція мігруючих риб з 1970 року скоротилася на 76%, а популяція великих «мегариб» скоротилася на 94%, при цьому 16 видів оголошено вимерлими у 2020 році .

### Втрата місцевих видів
Люди зменшили різноманітність рослин у регіональних ландшафтах по всьому світу, перетворивши понад 75% земних біомів на «антропогенні біоми». Це відбувається через втрату місцевих видів, які замінюються і конкурують із сільським господарством. Моделі вказують на те, що приблизно половина біосфери зазнала «істотних антропогенних змін» у багатстві видів.

### Втрата морських видів
Морське біорізноманіття охоплює будь-який живий організм, що мешкає в океані, і складається з різних комплексних взаємозв’язків в морських екосистемах. На місцевому та регіональному масштабі морські спільноти більш зрозумілі порівняно з морськими екосистемами в глобальному масштабі. У 2018 році було задокументовано близько 240 000 морських видів.  Виходячи з цього прогнозу, загальна вивченість морських видів коливається від 11% до 78% через невизначеність щодо глобального морського біорізноманіття. Однак кількість описаних морських видів залишається низькою порівняно з наземними через різноманітні фактори, зокрема присвоєння для одного виду різних назв та недостатню класифікацію таксонів. Ймовірно, що багато незадокументованих видів вже зникли. Оскільки описано не всі морські види, важко дати точну оцінку глобальному вимиранню в морських екосистемах. Як наслідок, чисельність морських видів залишається невизначеною, оцінки коливаються від 178 000 до 10 мільйонів океанічних видів.
Антропогенний тиск має найсильніший вплив на морське біорізноманіття, причому основними причинами світового вимирання є втрата природнього середовища проживання, забруднення, інвазивні види та надмірна експлуатація. Поблизу заселених прибережних районів здійснюється більший тиск на морські екосистеми. Інші непрямі фактори, які призвели до скорочення морських видів, включають зміну клімату та зміну біохімії океану.
Надмірна експлуатація привела до вимирання понад 20 описаних морських видів, включаючи морських птахів, морських ссавців, водоростей та риб. Приклади вимерлих морських видів включають морську корову (Hydrodamalis gigas) і карибського тюленя-монаха (Monachus tropicalis). Однак не всі вимирання відбуваються через людей. Наприклад, у 1930 році популяція молюска (Lottia alveus) вимерла після того, як велика кількість камки морської (Zostera marina) скоротилася після зараження хворобою. Lottia alveus зник, оскільки камка морська була їх єдиним місцем проживання.

## Впливи

### Екологічні наслідки втрати біорізноманіття
Втрата біорізноманіття також загрожує структурі та належному функціонуванню екосистеми. Хоча всі екосистеми здатні до певної міри адаптуватися до стресів, пов’язаних із скороченням біорізноманіття, втрата різноманіття зменшує комплексність екосистеми, оскільки ролі, які займали декілька взаємодіючих видів або кілька взаємодіючих особин, більше не має. Наслідки від втрати видів та складу екосистеми можуть відрізнятися в залежності від властивостей екосистем, типів екосистем і шляхів потенційної зміни біоспільнот. На високому рівні вимирання (40-60 відсотків видів ареалу) наслідки від втратів видів порівнюють з багатьма іншими основними змінами навколишнього середовища, таких як забруднення озоном, кислотне осадження в лісах та забруднення нутрієнтами. Це також впливає на основні потреби людини, такі як чиста вода, повітря та виробництво їжі протягом тривалого часу. Наприклад, дослідження за останні два десятиліття  продемонстрували, що більш біологічно різноманітні екосистеми є більш продуктивними. Як наслідок, зростає занепокоєння, що дуже високі темпи сучасних вимирань – через втрату природного середовища проживання, надмірне використання природних ресурсів та інші спричинені людиною зміни навколишнього середовища – можуть зменшити здатність природи надавати товари та послуги, такі як їжа, чиста вода та стабільний клімат.
Аналіз, проведений Swiss Re у жовтні 2020 року, показав, що п’ята частина всіх країн світу знаходиться під загрозою колапсу екосистем через антропогенне руйнування природного середовища та збільшення втрати дикої природи.

### Вплив на продовольство та сільське господарство

Інфографіка, що описує взаємозв’язок між біорізноманіттям та їжею (англійською мовою).

У 2019 році Продовольча та сільськогосподарська організація ООН підготувала свою першу доповідь про Стан світового біорізноманіття відносно харчових продуктів і сільського господарства, в якій попереджалося, що «багато ключових компонентів біорізноманіття, які використовуються для харчових продуктів і сільського господарства, на генетичному, видовому та екосистемному рівнях занепадають». У звіті зазначено, що це викликано «різноманітними факторами, що діють на різних рівнях», а точніше, що «основні глобальні тенденції, такі як зміни клімату, міжнародні ринки та демографічні показники, викликають більш безпосередні чинники, такі як зміна у землекористуванні, забруднення, надмірне використання ресурсів та поширення інвазивних видів. Взаємодія між головними причинами часто посилює їх вплив на біорізноманіття відносно харчових продуктів і сільського господарства. Демографічні зміни, урбанізація, ринки, торгівля та споживчі преференції, як повідомляється [країнами, які надали звіти], мають сильний вплив на продовольчі системи, часто з негативними наслідками для галузі та екосистемних послуг. Однак, як повідомляється, такі чинники також відкривають можливості для того, щоб зробити харчові системи більш стійкими, наприклад, шляхом розвитку безпечних ринків для біорізноманіття». Далі у доповіді стверджується, що «головною причиною, на яку вказала найбільша кількість країн, є негативний вплив на регулювання та підтримку екосистемних послуг [у системах виробництва продуктів харчування та сільськогосподарського виробництва], через зміни у використанні та управлінні землею та водою» і що «втрата та деградація лісів і водних екосистем, а також у багатьох виробничих системах перехід до інтенсивного виробництва зі зменшенням кількості видів і сортів залишаються основними чинниками втрати біорізноманіття та екосистемних послуг».
Здоров’я людини багато в чому залежить від продуктів екосистеми. Втрата біорізноманіття також супроводжується величезним впливом на здоров’я людини.
Багато активістів і науковців припускають, що існує зв’язок між патентним захистом рослин і втратою біорізноманіття сільськогосподарських культур , хоча такі твердження заперечуються.

### Здоров'я людини
Зменшення біорізноманіття спричиняє кілька основних наслідків для повноцінного здоров’я людини. Одним з таких наслідків є втрата лікарських рослин. Використання рослин у лікувальних цілях є досить поширеним, приблизно від 70 до 80% людей у всьому світі покладаються виключно на рослинну медицину як основне джерело медичної допомоги. Ця залежність від рослин для лікувальних цілей особливо поширена в країнах, що розвиваються. Місцеві знання про лікарські рослини корисні для пошуку нових лікарських засобів рослинного походження, які можуть бути дієвими для лікування захворювань. Села та спільноти, які постійно проживають в одній географічній зоні з часом, створюють, передають та застосовують широко поширену інформацію про медичні природні ресурси в цьому районі. Формальні наукові методи були корисними при визначенні активних інгредієнтів, які використовуються в етнофармації, та додаванні їх до сучасних ліків. Однак важливо, щоб медичні рослинні ресурси задіювались належним чином, оскільки вони вийшли на світовий ринок і це може спричинити загрозу зникнення видів. Зміни в місцевих екосистемах (наприклад, доступ до їжі та чистої води) можуть опосередковано вплинути на місцеву економіку та суспільство. Це також  впливає на здоров’я людей.

## Пропоновані ідеї щодо вирішення кризи
Вирішення проблеми з втратою біорізноманіття можна здійснити сукупно через державну політику, економічні рішення, моніторинг та просвітництво з боку урядів, діяльність недержавних організацій, енвайронменталістів тощо. Необхідні стимули для захисту видів, збереження їх природного середовища існування та запобігання втрати та деградації природного середовища існування (наприклад, через впровадження сталого розвитку, включаючи Мету сталого розвитку 15). Іншими способами досягнення цієї мети є дотримання законів, які запобігають браконьєрському вилову дикої природи, захищають види від надмірного полювання та надмірного вилову та зберігають екосистеми, на які вони покладаються, недоторканими та захищеними від вторгнення інвазивних видів і змінами у землекористуванні. Крім того, моделі, засновані на збереженні природи, такі як Глобальна мережа безпеки, постійно розробляються, щоб розглянути екологічні зв’язки, яким необхідно приділити увагу, щоб ефективно зменшити втрату біорізноманіття. Відповідно до Міжурядової науково-політичної платформи з біорізноманіття та екосистемних послуг(IPBES), дії щодо захисту біорізноманіття є економічно ефективними, оскільки зменшують ризик пандемій через патогени дикої природи.
Природоохоронці та науковці, що займаються постійними дослідженнями в усьому світі, також розробили системні підходи, щоб зменшити втрату біорізноманіття. Ця методологія дозволяє вченим створювати контекстуальні рамки, які враховують багато нюансів і зв’язків в охороні навколишнього середовища, такі як екологічні сліди, планетарні межі, екологічна економіка тощо. Врахування багатьох шляхів на яких перетинаються світ природи і людини, може допомогти дослідникам зрозуміти тонкощі, які призводять до втрати біорізноманіття, і знайти закономірності, які можна застосувати до подібних ситуацій. Одним із прикладів такого типу структур є концепція потрійного критерію, яка була прийнята багатьма підприємствами та організаціями для оцінки їх впливу та прогресу щодо поєднання соціального, екологічного та економічного успіху.

## Міжнародні дії

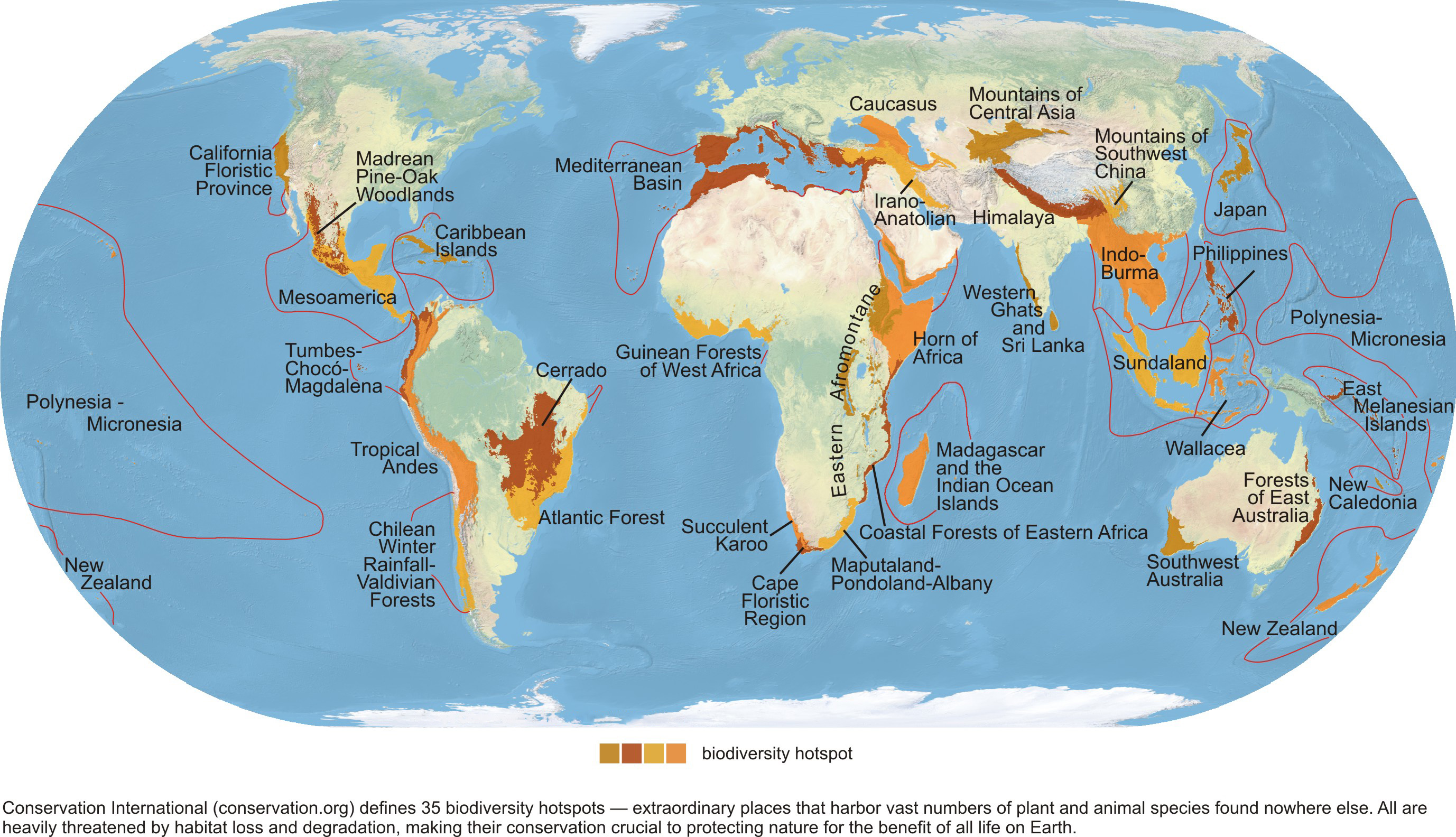
25 наземних так званих гарячих точок біорізноманіття Землі. Ці регіони містять низку видів рослин і тварин та зазнали високого рівня знищення природного середовища проживання внаслідок діяльності людини.

Існує багато ініціатив та організацій, які займаються питаннями пріоритетності зусиль щодо збереження природи, наприклад, Червоний список видів, що знаходяться під загрозою зникнення від Міжнародного союзу охорони природи та природних ресурсів (МСОП) та Закон США про зникаючі види. Британський вчений-еколог Норман Майерс та його колеги визначили 25 гарячих точок наземного біорізноманіття, які можуть бути пріоритетними для захисту.
Багато урядів у світі віддали під правовий захист частину своїх територій відповідно до Конвенції про біологічне різноманіття (КБР), багатостороннього договору, підписаного в 1992–1993 роках. У 2010 році було опубліковано 20 цілей біорізноманіття Аїчі, що є частиною Стратегічного плану КБР на 2011–2020 роки. З 2010 року приблизно 164 країни розробили плани для досягнення своїх цілей щодо збереження біорізноманіття, включаючи охорону 17 відсотків наземних і внутрішніх вод і 10 відсотків прибережних і морських територій. 
У 2019 році Міжурядова науково-політична платформа з біорізноманіття та екосистемних послуг (IPBES), міжнародна організація, створена для виконання подібних функцій для Міжурядової групи експертів зі зміни клімату (IPCC), опублікувала Звіт про глобальну оцінку біорізноманіття та екосистемних послуг в якому заявила, що приблизно до мільйона видів рослин і тварин загрожує зникнення через діяльність людини. У звіті IPBES за жовтень 2020 року зазначено, що та сама діяльність людини, яка є основним чинником зміни клімату та втрати біорізноманіття, серед яких знищення дикої природи та диких середовищ існування, також є причиною пандемій, включаючи пандемію COVID-19.
Згідно зі звіту Організації Об’єднаних Націй «Глобальна перспектива біорізноманіття» за 2020 рік, із 20 цілей щодо біорізноманіття, поставлених у Цілях біорізноманіття Аїчі у 2010 році, лише 6 було «частково досягнуто» до кінцевого терміну 2020 року . У звіті підкреслюється, що якщо статус-кво не буде змінено, біорізноманіття продовжить скорочуватися через «теперешні нестійкі моделі виробництва та споживання, зростання населення та технологічний розвиток». У звіті також виділяють Австралію, Бразилію, Камерун і Галапагоські острови (Еквадор) через те, що за останні 10 років там була втрачена одна з тварин. Після цього лідери 64 країн і Європейського Союзу пообіцяли зупинити деградацію довкілля та відновити світ природи. Серед них не було лідерів деяких із найбільших забруднювачів світу, а саме Китаю, Індії, Росії, Бразилії та США. Деякі експерти стверджують, що відмова Сполучених Штатів ратифікувати Конвенцію про біологічне різноманіття завдає шкоди світовим зусиллям зупинити кризу вимирання. Провідні вчені кажуть, що навіть якби цілі на 2010 рік були досягнуті, це, ймовірно, не призвело б до суттєвого зниження поточних темпів вимирання. Інші висловлюють занепокоєння, що Конвенція про біологічне різноманіття не заходить достатньо далеко, і стверджують, що метою договору має бути нульове вимирання до 2050 року, а також скорочення впливу несталого виробництва їжі на природу вдвічі. Те, що ці цілі не мають юридичної сили, також піддавалося критиці.
У 2020, після завершення цільового року Цілей біорізноманіття Аїчі, вчені запропонували вимірну, найближчу ціль біорізноманіття – утримати вимирання описаних видів до 20 на рік протягом наступних 100 років у всіх основних групах (гриби, рослини, безхребетні та хребетні) та в усіх типах екосистем (морських, прісноводних та наземних).
У спільній доповіді вчених з IPBES та IPCC за 2021 рік говориться, що втрата біорізноманіття та зміна клімату повинні розглядатися одночасно, оскільки вони невід’ємно пов’язані між собою та мають подібний вплив на добробут людей. Памела МакЕлві, еколог і співавтор звіту, каже, що «клімату просто приділили більше уваги, тому що люди все частіше відчувають його у своєму житті – чи то лісові пожежі, чи то ризик урагану. У нашій доповіді вказується, що втрата біорізноманіття має подібний вплив на добробут людини».

## Для подальшого читання
- Fewer than 20 extinctions a year: does the world need a single target for biodiversity?. Nature. 583 (7814): 7—8. July 2020. Bibcode:2020Natur.583....7.. doi:10.1038/d41586-020-01936-y. PMID 32606472.
- Ehrlich PR (1988). Chapter 2, The Loss of Diversity Causes and Consequences. У Wilson EO, Peter FM (ред.). Biodiversity. Washington (DC): National Academies Press (US). Архів оригіналу за 11 листопада 2020. Процитовано 15 травня 2022.
- Griffin N, ред. (2015). Biodiversity Loss in the 21st Century. Ml Books International – Ips. ISBN 978-1632390943.
- Perrings C (2008). Biodiversity Loss: Economic and Ecological Issues. Cambridge University Press. ISBN 978-0521588669.
- Waldron A, Miller DC, Redding D, Mooers A, Kuhn TS, Nibbelink N, Roberts JT, Tobias JA, Gittleman JL (November 2017). Reductions in global biodiversity loss predicted from conservation spending. Nature. Springer Nature. 551 (7680): 364—367. Bibcode:2017Natur.551..364W. doi:10.1038/nature24295. PMID 29072294. {{cite journal}}: Недійсний |display-authors=6 (довідка)
- Wood A (2000). The Root Causes of Biodiversity Loss. Routledge. ISBN 978-1853836992.
- Worm B, Barbier EB, Beaumont N, Duffy JE, Folke C, Halpern BS, Jackson JB, Lotze HK, Micheli F, Palumbi SR, Sala E, Selkoe KA, Stachowicz JJ, Watson R (November 2006). Impacts of biodiversity loss on ocean ecosystem services. Science. American Association for the Advancement of Science (AAAS). 314 (5800): 787—90. Bibcode:2006Sci...314..787W. doi:10.1126/science.1132294. PMID 17082450. {{cite journal}}: Недійсний |display-authors=6 (довідка)